# محمدسعید اشرف مازندرانی
محمدسعید بن محمدصالح اشرف مازندرانی زادهٔ سال‌های ۱۰۳۰ تا ۱۰۳۵ قمری، (درگذشتهٔ ۱۱۱۶ هجری قمری در مونگر) از شاعران پارسی‌گو در اواخر قرن یازدهم و اوایل دوازدهم هجری بود که در خوش‌نویسی و نقاشی نیز دستی داشت.

## خانواده
پدرش ملا محمدصالح مازندرانی زادهٔ روستای تیلک چهاردانگه‌ی ساری بود و مادرش آمنه بیگم مجلسی از زنان به اجتهاد رسیده در اصفهان بود و پدر بزرگ مادری او محمدتقی مجلسی (از شاگردان شیخ بهایی و پدر محمدباقر مجلسی)، عالم شیعه در عصر ایران صفوی بود.
وی از اصفهان به هندوستان رفت و در دربار گورکانیان هند به درجاتی رسید. در شعر شاگرد صائب تبریزی و در خط شاگرد عبدالرشید دیلمی بود اما استاد نقاشی او معلوم نیست.
اشرف مازندرانی در اصفهان رشد کرد و در سال ۱۰۷۰ ه‍.ق به علت دو رویداد تلخ اصفهان را به قصد هند ترک نمود و به دربار گورکانیان هند اورنگ‌زیب عالمگیر رفت. یکی از دست دادن پسرش محمدرفیع که به بیماری آبله مرد و دیگری درگذشت نیای خود علامه مجلسی. این دو حادثه باعث تأثر فراوان شد به گونه‌ای که همسر و فرزند دوسالهٔ خود را در اصفهان تنها گذاشته و خود از راه خراسان عازم هند شد.
در آنجا با عزت می‌زیست پس از یازده سال اقامت، اجازه بازگشت به اصفهان گرفت که موافقت شد. اما پیش از آن از راه بنگاله قصد سفر حج کرد که در شهر مونگر اجل سر رسید و او را به عالم دیگر رساند. تاریخ درگذشتش را ۱۱۱۶ه‍.ق ثبت کرده‌اند.